# 富山市立北部中学校
富山市立北部中学校（とやましりつ ほくぶちゅうがっこう）は、富山県富山市東富山寿町にある市立中学校。

## 沿革
- 1947年（昭和22年）4月 - 開校[1]。
- 1954年（昭和29年）5月 - 体育館、新校舎4教室竣工完成（以降順次増築）[1]。
- 1957年（昭和32年）11月 - 校旗樹立[1]。
- 1963年（昭和38年）6月 - 国旗掲揚塔、バックネット設置[1]。
- 1966年（昭和41年）6月 - 正面玄関国旗掲揚塔新設[1]。
- 1967年（昭和43年）3月 - 校門竣工[1]。
- 1969年（昭和44年）2月 - 体育館ステージ増築[1]。
- 1973年（昭和48年）8月 - 交通公園設置[1]。
- 1985年（昭和60年） - 鉄筋校舎二期工事完成。

## 学区
- 富山市立大広田小学校
- 富山市立浜黒崎小学校
- 富山市立針原小学校の一部
- 富山市立豊田小学校の一部

## その他
富山県立富山学園内に富山市立北部中学校松風分校という分校がある。

## 交通アクセス
- あいの風とやま鉄道線 東富山駅より北へ850m、徒歩10分

## 出身者
- 石川拓磨（音楽プロデューサー、映像クリエイター）